# Pristimantis acuminatus
Pristimantis acuminatus är en groddjursart som först beskrevs av Shreve 1935.  Pristimantis acuminatus ingår i släktet Pristimantis och familjen Strabomantidae. IUCN kategoriserar arten globalt som livskraftig. Inga underarter finns listade i Catalogue of Life.